# جراحة الزرق
الزَرَق (الماء الأزرق) مجموعة من الأمراض التي تؤثر على العصب البصري وتسبّب فقدان البصر ويميزها ارتفاع ضغط العين غالبًا. توجد الكثير من العمليات الجراحية لعلاج الزرق، إضافة إلى مشاركات مختلفة بين تلك العمليات، التي تساعد على تصريف الخلط المائي الزائد بهدف خفض ضغط العين، ويستهدف بعضها خفض ضغط العين من خلال إنقاص إنتاج الخلط المائي.

## الإجراءات التي تسهل تصريف الخلط المائي

### رأب التربيق الليزري
يعني رأب التربيق تعديل الشبكة التربيقية . رأب التربيق الليزري هو تطبيق شعاع ليزري لحرق مناطق من الشبكة التربيقية، قريبًا من قاعدة القزحية، بهدف زيادة تصريف الخلط المائي. يُستخدم رأب التربيق الليزري في علاج الكثير من حالات الزرق مفتوح الزاوية. لرأب التربيق الليزري نوعان هما رأب التربيق بليزر الأرغون ورأب التربيق الليزري الانتقائي. يُستخدم رأب التربيق بليزر الأرغون لإحداث حروق صغيرة على الشبكة التربيقية. رأب التربيق الليزري الانتقائي هو تقنية أحدث تستخدم ليزر الياغ، وتستهدف خلايا محددة في شبكة التربيق والأضرار الحرارية الناجمة عنها أقل مقارنةً بالأرغون. رأب التربيق الليزري الانتقائي علاج واعد على المدى الطويل، يستهدف الرأب الليزري الانتقائي الخلايا الصباغية بشكل انتقائي في شبكة التربيق. الآلية هنا مازالت غير مفهومة بشكل واضح. أثبتت التجارب السريرية أن فعالية الرأب الليزري الانتقائي مماثلة لفعالية الرأب بواسطة الأرغون. ولكن، نظرًا لأن رأب التربيق الليزري الانتقائي  يستخدم طاقة أقل بكثير، فهو لا يؤثر على بنية الشبكة التربيقية (على مستوى الفحص المجهري الإلكتروني) بنفس الدرجة، لذا قد نحتاج إلى تكرار العملية عند تلاشي نتائج العلاج، علمًا ان هذا الأمر لم يثبت في الدراسات السريرية. قد يحتاج الرأب باستخدام الأرغون للتكرار إلى حد ما مع توفر النتائج القابلة للقياس.

### بَضع القزحية
ينطوي بضع القزحية على إحداث ثقب في قزحية العين دون إزالة نسيج القزحية. يُجرى باستخدام الأدوات الجراحية التقليدية أو الليزر، وعادة ما يستخدم لخفض الضغط داخل العين عند مرضى الزرق مغلق الزاوية. بضع القزحية المحيطي بالليزر هو تطبيق شعاع ليزري لإحداث حرق انتقائي يثقب القزحية قرب قاعدتها. يمكن تنفيذ بضع القزحية المحيطي الليزري باستخدام ليزر الأرغون أو الياغ.
فوائد بضع القزحية عند إجراء جراحة الزرق مقارنة مع فوائد عدم إجرائه  مازالت غير واضحة. أظهرت البيانات الأولية من تجربتين سريريتين على عينة من 2502 عينًا من 1251مشاركًا أدلة على أن بضع القزحية قد يزيد من عرض الزاوية لنحو 18 شهرًا (12.70 درجة)، ولكنه قد يرتبط أيضًا مع ذرى ارتفاع الضغط داخل العين بعد ساعة واحدة  من العلاج.

### قطع القزحية
قطع القزحية، الذي يُعرف أيضًا بقطع القزحية الجراحي أو استئصال القزحية، هو إجراء ينطوي على إزالة جزء من نسيج القزحية. في قطع القزحية القاعدي، يُزال النسيج القزحي في محيط القزحية الأبعد، قرب جذرها؛ قطع القزحية المحيطي هو إزالة نسيج القزحية في المحيط؛ قطع القزحية القطعي هو إزالة قسم على شكل إسفين يمتد من حافة الحدقة حتى جذر القزحية، فتصبح الحدقة على هيئة ثقب المفتاح.

### الجراحات الراشحة: النافذة وغير النافذة
تعتبر الجراحات الراشحة الدعامة الأساسية للمعالجة الجراحية للتحكم في الضغط داخل العين. يُجرى فغر الصلبة الأمامي أو فغر الصلبة للوصول إلى الطبقات الداخلية للعين بهدف إنشاء قناة تصريف بين الغرفة الأمامية والسطح الخارجي للعين تحت الملتحمة، ما يسمح للخلط المائي بالتسرب إلى وسادة (فقاعة) يُمتص فيها ببطء. تقسم العمليات الراشحة إلى جراحات نافذة وغير نافذة والفرق بين هذين النوعين اختراق الغرفة الأمامية أثناء العمل الجراحي أو عدم حدوث ذلك.
تقسم العمليات الراشحة النافذة إلى عمليات راشحة محمية وتسمى أيضًا عمليات تحت الصلبة أو جزئية السماكة (يخيط الجراح شريحة من الصلبة فوق موقع فغر الصلبة)، وإجراءات كاملة السماكة.